# Aeropuerto de Fort Saint John
El Aeropuerto de Fort Saint John (del inglés: Fort St. John Airport) (IATA: YXJ, OACI: CYXJ) o Aeropuerto North Peace, está ubicado en Fort St. John, Columbia Británica, Canadá. Este aeropuerto está operado por North Peace Airport Services Ltd (subsidiario de Vancouver International Airport Authority). En 2004, este puerto sirvió a 96.000 pasajeros y 45.000 operaciones aéreas. 

## Aerolíneas y destinos
- Air Canada
  -  Air Canada Jazz
    - Vancouver / Aeropuerto Internacional de Vancouver
- Central Mountain Air
  - Dawson Creek / Aeropuerto de Dawson Creek
  - Edmonton / Aeropuerto Internacional de Edmonton
  - Fort Nelson / Aeropuerto de Fort Nelson
  - Prince George / Aeropuerto de Prince George